# ASUS
ASUSTeK Computer Incorporated (кит. трад.: 華碩電腦股份有限公司; піньїнь: Huáshuò Diànnaǒ Gǔfèn Yǒuxiàn Gōngsī, букв. Велика чудова комп'ютерна корпорація) (зазвичай називається просто ASUS, NASDAQ: AKCZF, TWSE: 2357
) — розташована в Тайвані міжнародна компанія, що виробляє материнські плати, відеокарти, оптичні приводи, КПК, монітори, ноутбуки, сервери, мережеве обладнання, мобільні телефони, комп'ютерні корпуси, компоненти і системи охолодження. Часто компанію називають за назвою її торгової марки — ASUS. Акції компанії розміщені на Лондонській фондовій біржі (LSE: ASKD) і Тайванській фондовій біржі (TSE: 2357). У 2007 році кожен третій проданий у світі ПК оснащувався материнською платою ASUS. У 2008 році оборот[уточнити] компанії становив $8,1 млрд.
ASUS входить до Top 10 найуспішніших ІТ-компаній списку InfoTech 100, який складається тижневиком Business Week. ASUS займає перше місце серед тайванських виробників комп'ютерного обладнання в рейтингу якості продукції та послуг, які складаються журналом Wall Street Journal Asia, а також є лідируючим тайванським виробником ІТ-обладнання за результатами дослідження вартості торгової марки Taiwan Top 10 Global Brands за 2008 рік; вартість торгової марки ASUS оцінюється в $1,32 млрд.

## Інформація про компанію

### Історія
ASUS була заснована в 1989 році в Тайбеї, Тайвань Т. Х. Цангом, Тедом Хсу, Уейном Хсі і М. Т. Ляо. Назва ASUS походить від Pegasus — крилатого коня з давньогрецьких міфів.
У 2005 році поставки материнських плат виробництва ASUS, ECS, Gigabyte і MSI в цілому склали 104,86 мільйонів штук. Лідером ринку була компанія ASUS — 52 мільйони плат, за нею йшла ECS — 20 мільйонів, MSI — 18 мільйонів і Gigabyte — 16,6 мільйонів. 

### Взаємовідносини з Intel
На початку 1990-х років тайванські виробники материнських плат не займали лідируючих позицій на ринку комп'ютерного обладнання. Нові процесори Intel в першу чергу постачалися великим транснаціональним виробникам, таким як IBM, а компаніям з Тайваню потрібно було чекати приблизно шість місяців з моменту отримання інженерних зразків IBM.
Коли були представлені перші інженерні зразки процесорів Intel серії i486, ASUS вирішила розробити материнську плату, не чекаючи отримання свого зразка процесора — використовуючи тільки технічну специфікацію, представлену Intel і свій досвід, набутий під час створення материнських плат для процесорів серії i386. Після завершення роботи над прототипом материнської плати для i486, ASUS надала його до тайванської лабораторії Intel для тестування. Представників ASUS зустріли без особливої радості. Виявилося, що власний прототип материнської плати Intel для процесора i486 мав конструктивні дефекти, й інженери Intel займалися їх усуненням. Засновники ASUS поділилися своїм досвідом розробки прототипу материнської плати для i486 та проаналізували проблеми, виявлені в платі Intel. Потім Intel протестувала прототип ASUS. Рішення ASUS, до подиву інженерів Intel, працювало. Ця історія стала каталізатором налагодження тісних неформальних відносин між двома компаніями — тепер ASUS отримує інженерні зразки процесорів Intel раніше від своїх конкурентів.
ASUS є одним з головних адептів ініціативи Intel під назвою Common Building Block.

### Реструктуризація
У січні 2008 року ASUS оголосила про реорганізацію своєї діяльності. Компанія розділилася на три незалежних організаційних одиниці: ASUS, Pegatron та Unihan. Перша з вищезгаданих компаній продає продукцію під торговою маркою ASUS. Pegatron займається контрактним виробництвом комп'ютерної техніки та комплектуючих. Unihan приймає замовлення на виготовлення техніки, не пов'язаної або опосередковано пов'язаної з комп'ютерами, наприклад, на комп'ютерні корпуси.

### Open Handset Alliance
9 грудня 2008 року було оголошено про вступ ASUSTek Computer Inc. до альянсу Open Handset Alliance. Компанія стала 14 членом цієї організації. «Нові члени організації займуться виробництвом продуктів і розробкою коду в рамках проекту Android, а також нададуть підтримку цієї екосистеми шляхом пропозиції продукції та послуг, які прискорять просування на ринку пристроїв, сумісних з платформою Android».

### Основні події
- 2002: Заснована дочірня компанія ASRock.
- Вересень / жовтень 2003 р.: випуск першого стільникового телефону J100.
- Вересень 2005 р.: випуск першого відео прискорювача PhysX.
- Грудень 2005 р.: Вихід на ринок LCD-телевізорів з моделлю TLW32001, в перший час доступною тільки на тайванському ринку.
- Січень 2006 р.: ASUS оголосила про співпрацю з Lamborghini для розробки своєї серії ноутбуків Lamborghini VX.
- 9 березня 2006 р.: ASUS однією з перших представила власну модель ультрамобільного комп'ютера (Ultra Mobile PC — UMPC).
- 5 червня 2007 р.: В рамках виставки COMPUTEX Taipei 2007 компанія ASUS анонсувала Eee PC.
- 9 вересня 2007 р.: ASUS представила свій перший оптичний привід Blu-Ray: привід BD-ROM/DVD для ПК BC-1205PT. Деякий час потому ASUS представила перші ноутбуки з підтримкою Blu-Ray.
- 31 жовтня 2007 року: вихід КПК / смартфонів на ринок Великої Британії.
- 3 січня 2008 р.: Офіційне оголошено про створення Pegatron і Unihan.
- 11 жовтня 2019 р.: ASUS випустила WQHD-монітор ASUS TUF Gaming VG27AQ з ROG Swift дисплеєм.

## Виробничі потужності і сервіс-центри
Станом на 2006 рік, ASUS володіла виробничими потужностями в Тайвані (Тайбей, Люджу, Нанкань, Квейшан), континентальному Китаї (Сучжоу), Мексиці (Хуарес) та Чехії (Острава), що забезпечують сумарний обсяг виробництва 2 млн материнських плат і 150 тисяч ноутбуків в місяць. ASUS Hi-Tech Park, розташований в Сучжоу (Китай), займає площу 540 тис. м², що приблизно дорівнює площі 82 футбольних полів.
ASUS володіє 50 сервіс-центрами в 32 країнах і має в усьому світі більше 400 сервіс-партнерів. Підтримка здійснюється на 37 мовах.

## Інші торгові марки

### Eee
З представленням серії Eee PC, ASUS започаткувала новий клас портативних пристроїв — нетбуків. З моменту випуску першої моделі Eee PC в 2007 році, пристрої Eee PC удостоїлися таких нагород, як «Продукт року» (Forbes Asia), «Гаджет року» і «Продукт року» (Stuff Magazine), «Найкращий гаджет для поїздок» (NBC.COM), «Найкращий нетбук 2008 року» (Computer Shopper), «Найкраще обладнання» (PC Pro), «Найкращий нетбук» (PC World) та Trend Award Winner 2008 року (DIME magazine).[джерело?]
ASUS поповнила сімейство Eee декількома іншими продуктами, включаючи компактний неттоп Eee Box, багатофункціональний комп'ютер у вигляді моноблоку з сенсорним екраном Eee Top та Eee Stick, бездротовий ігровий контролер з підтримкою функції Plug-and-Play, що дозволяє передати траєкторію руху руки у відповідний рух на екрані комп'ютера.[джерело?]

### Republic of Gamers (ROG)
У 2006 році ASUS представила нову торгову марку Republic of Gamers (ROG), яка охоплює комп'ютерне обладнання (ноутбуки, материнські плати, відеокарти), орієнтоване на геймерів та оверклокерів. Пристрої серії ROG належать до класу high-end; в них використовуються високоякісні компоненти і підтримуються ексклюзивні інноваційні технології ASUS.

## Ексклюзивні технології ASUS
ASUS розробила цілий спектр оригінальних технологій та інструментів, що супроводжують випуск кожного нового продукту компанії. Таблиця далі містить їх перелік. Деякі технології розроблені сторонніми компаніями, але представлені на ринку під торговою маркою ASUS (зверніть увагу, абревіатура AI, яка використовується у назві деяких технологій, розшифровується як ASUS Intelligence).
ASUS має високий авторитет в галузі розробки систем охолодження для материнських плат і відеокарт. Деякі рішення є повністю безшумними, оскільки в них відсутні вентилятори, а для ефективного відводу тепла використовуються мідні радіатори і термотрубки.
| Назва                                                             | Рік представлення | Продукція                    | Опис | Запатентовано |
| ----------------------------------------------------------------- | ----------------- | ---------------------------- | --- | ------------- |
| AI NET                                                            | 2002              | Материнські плати            | Виконує діагностику з'єднання з локальною мережею до завантаження ОС | так           |
| AI NOS                                                            | 2005              | Материнські плати            | Моментальний розгін системи Динамічна технологія оверклокінгу | так           |
| AI Proactive                                                      | 2004              | Материнські плати            | Загальний термін для всіх функцій AI | так           |
| AI Quiet/Q-Fan                                                    | 2003              | Материнські плати            | Керує швидкістю обертання вентиляторів охолодження, знижує рівень шуму | ні            |
| Audio DJ                                                          | 2005              | Материнські плати і ноутбуки | Дозволяє програвати компакт-диски Audio CD без вмикання комп'ютера. Ноутбуки, що підтримують цю функцію зазвичай мають кнопки керування відтворенням диска на своїй передній панелі, де вони легко доступні навіть у закритому стані ноутбука. | ні            |
| Express Gate /Lite                                                | 2008              | Материнські плати            | Під час початкового завантаження користувач має можливість завантажити компактну версію операційної системи Linux, що зберігається на мікросхеми флеш-пам'яті на материнській платі. Інтернет-браузер, Skype, IM-клієнт, YouTube, електронна пошта та інші часто використовувані програми доступні миттєво, без потреби завантажувати основну операційну систему. | так           |
| ASUS EZ Flash                                                     | 2004              | Материнські плати            | Дозволяє оновлювати BIOS за допомогою образу BIOS, що зберігається на дискеті або флеш-накопичувачі. Вбудована в прошивку BIOS завантажується натисканням клавіш ALT + F2 під час процедури самотестування після вмикання комп'ютера. | ні            |
| C.P.R. (CPU Parameter Recall — відновлення налаштувань процесора) | 2004              | Материнські плати            | Після виникнення помилки в результаті розгону під час перезавантаження системи автоматично відновлює налаштування процесора. | так           |
| ASUS CrashFree BIOS                                               | 2004              | Материнські плати            | Якщо BIOS виходить з ладу, функція CrashFree BIOS 2 дозволяє відновити її за допомогою компакт-диска підтримки материнської плати. | так           |
| Color Shine (або Colour Shine), Crystal Shine                     | 2006              | Екрани ноутбуків             | Маркетингова назва антивідблискової технології ASUS. | ні            |
| GameFace Live                                                     | 2004              | Відеокарти                   | Багатокористувацький аудіо-відео чат для спілкування гравців під час гри. За станом на 2006 рік обмежувалася іграми з підтримкою DirectX і давала можливість спілкуватися одночасно не більше 8 гравцям. | ні            |
| GameLiveShow                                                      | 2004              | Відеокарти                   | Дозволяє транслювати гру в реальному часі в мережі Інтернет. | ні            |
| WiFi-AP                                                           | 2005              | Материнські плати            | Точка доступу WiFi, вбудована в деякі материнські плати, наприклад, P5E3 Deluxe / WiFi-AP@N підтримує стандарт 802.11n. | ні            |
| Music Alarm                                                       | 2007              | Материнські плати            | Функція BIOS, яка дозволяє запустити відтворення музики з компакт-диска в певний час. | так           |
| Q-Connector                                                       | 2006              | Материнські плати            | Роз'єми передньої панелі підключаються до цього спеціальним блоку. Далі блок підключається до материнської плати і спрощує установку і заміну пристроїв. | так           |
| Stack Cool                                                        | 2006              | Материнські плати            | На задній поверхні материнської плати розташована спеціальна пластина для відводу тепла від компонентів плати. | так           |
| AI Gear                                                           | 2007              | Материнські плати            | За допомогою попередньо налаштованих профілів змінюється частота і напруга живлення процесора. Це дозволяє знизити рівень шуму і енергоспоживання в системі. | так           |
| O.C. Profile                                                      | 2006              | Материнські плати            | Дозволяє зберегти кілька наборів параметрів BIOS і поділитися ними з друзями. Налаштування можна зберігати в КМОН-мікросхемі або в окремому файлі. | так           |
| GreenASUS                                                         | 2006              | Усі                          | Продукти з цією позначкою відповідають вимогам RoHS. | ні            |

## ASUS в Україні
Лукашевич Михайло Георгійович — керівник Представництва ASUS Technology Pte Ltd в Україні.
В 2007 ASUSTeK в особі Представництва ASUS Technology Pte Ltd в Україні вступила до Асоціації підприємств інформаційних технологій України.

## Компанія ASUS в Росії
Під час нападу РФ на Україну компанія Asus залишила російський ринок. Asus прокоментувала свій вихід з Росії: «постачання на російський ринок зараз практично завмерли». Про рішення компанії піти заявила міністерка економіки Тайваню Ван Мей-Хуа. На думку Ван, компанія проведе «евакуацію персоналу якнайшвидше» після початку війни.«Компанія загалом дбатиме про свою репутацію», — заявила вона журналістам у парламенті після обговорення впливу війни на економіку Тайваню. Михайло Федоров, міністр цифрової трансформації України, перед виходом компанії ASUS з Росії висловив свій протест щодо активності компанії в Росії. Він закликав голову правління ASUS, Джонні Ші, припинити свою діяльність в цій країні. Федоров заявив, що росіяни не мають морального права використовувати передові технології ASUS, які призначені для миру, а не для війни. Важливо зазначити, що ціна на акції компанії сильно не впала після звернення Федорова і сам ринок залишився без змін. 